# Epiplema mamillata
Epiplema mamillata är en fjärilsart som beskrevs av Felder och Alois Friedrich Rogenhofer 1875. Epiplema mamillata ingår i släktet Epiplema och familjen Uraniidae. Inga underarter finns listade i Catalogue of Life.